# Libor Vyoral
Libor Vyoral (17. března 1960 Praha – 29. srpna 2022) byl československý basketbalista, účastník Mistrovství Evropy juniorů 1978.
V československé basketbalové lize hrál za kluby Sparta Praha – (14 sezón), Dukla Olomouc a Sokol Vyšehrad – (2 sezóny). Byl kapitánem ligového družstva Sparta Praha, s nímž získal tři stříbrné medaile za druhá místa v letech 1989 až 1991, s Duklou Olomouc 4. místo v roce 1983 a se Sokolem Vyšehrad stříbrnou medaili za 2. místo v roce 1995. Celkem odehrál 17 ligových sezón a zaznamenal 3415 bodů (54. místo v historické tabulce střelců). Ligový tým Sparty převzal jako trenér ve druhé polovině sezóny v roce 1993 a s týmem získal stříbrnou medaili za 2. místo. 
S týmem Sparty Praha se zúčastnil 3 ročníků evropských klubových pohárů v basketbale, FIBA Poháru vítězů národních pohárů 1992 (vyřazeni ve 2. kole řeckým Panionios Atheny rozdílem 14 bodů ve skóre) a dvou ročníků FIBA Poháru Korač 1990 a 1991, když v roce 1991 byli vyřazeni rozdílem 5 bodů ve skóre řeckým Panathinaikos Atheny (64–72, 75–72).
Za československou basketbalovou reprezentaci hrál na Mistrovství Evropy v basketbale juniorů 1978 v Teramo, Itálie (7. místo). Za reprezentační družstvo Československa mužů v letech 1981–1984 odehrál celkem 22 zápasů.

## Hráčská kariéra

### kluby
- 1977–1981 Sparta Praha – 7. místo (1979), 2x 8. místo (1978, 1981), 9. místo (1980)
- 1982–1983 Dukla Olomouc – 4. místo (1983), vítěz 2. ligy (1982)
- 1983–1992 Sparta Praha – 3x 2. místo (1989, 1990, 1991), 5. místo (1992), 2x 7. místo (1987, 1988), 8. místo (1985), 2x 9. místo (1984, 1986)
- 1992–1995 Sokol Vyšehrad – 2. místo (1995), 8. místo (1994)

Evropské poháry klubů
- FIBA Pohár vítězů národních pohárů 1992 – 2. kolo, Panionios Athény (87–81, 84–103)
- Koračův pohár
  - 1990 – vyřazeni rozdílem 2 bodů ve skóre švýcarským Bellinzona Basket (88–83, 73–80).
  - 1991 – vyřazeni rozdílem 5 bodů ve skóre řeckým Panathinaikos Atheny (64–72, 75–72).

### Československo
- Mistrovství Evropy juniorů 1978, Československo na 7. místě
- Za reprezentační družstvo mužů Československa odehrál v letech 1981–1984 celkem 22 utkání.